# Естре (Ен)
Естре (фр. Estrées) насеље је и општина у североисточној Француској у региону Пикардија, у департману Ен (Пикардија) која припада префектури Сен Кентен.
По подацима из 2011. године у општини је живело 421 становника, а густина насељености је износила 59,8 становника/km². Општина се простире на површини од 7,04 km². Налази се на средњој надморској висини од 136 метара (максималној 149 m, а минималној 97 m).

## Демографија
| 1962. | 1968. | 1975. | 1982. | 1990. | 1999. | 2011. |
| ----- | ----- | ----- | ----- | ----- | ----- | ----- |
| 424   | 474   | 401   | 423   | 434   | 446   | 421   |

График промене броја становника у току последњих година